# San Jose International Airport
San Jose International Airport (IATA: SJC, ICAO: KSJC), voluit de Norman Y. Mineta Memorial San Jose International Airport, is een openbare luchthaven op zes kilometer ten noordwesten van het centrale zakelijke district van San Jose, Californië. Het is in de San Francisco Bay area de kleinste van drie belangrijke luchthavens, maar telt toch jaarlijks meer dan 12 miljoen passagiers. Bijna de helft (49%) daarvan vliegt met Southwest Airlines. Ook Alaska Airlines koos SJC als een focus city en is de tweede grootste maatschappij met 12.3% van de passagiers. SJC is de 41e drukste luchthaven in de Verenigde Staten op basis van het aantal passagiers.
De beslissing een luchthaven in San Jose in te richten viel in 1939, in 1940 werd grond gekocht en in 1945 werden de eerste voorzieningen gebouwd. San Jose Municipal Airport groeide vanaf de jaren zestig uit tot de huidige luchthaven. Het werd een internationale luchthaven met voorzieningen van de U.S. Customs and Border Protection.
Het vliegveld is in november 2001 vernoemd en opgedragen in herinnering aan de in San Jose geboren en nog steeds daar wonend Democratisch politicus Norman Y. Mineta, burgemeester van San Jose van 1971 tot 1975 en minister van Transport van 2001 tot 2006, onder president George W. Bush. Hij was de enige democraat in het Kabinet-George W. Bush. Mineta was diegene die na de aanslagen op 11 september 2001 de Federal Aviation Administration opdroeg het Amerikaanse luchtruim volledig te sluiten. Hij voerde heel wat nieuwe regelgeving in na 9/11 voor de Federal Aviation Administration, de Federal Air Marshal Service, de National Transportation Safety Board en de Surface Transportation Board. Na zijn pensionering in 2006 ontving hij van Bush de Presidential Medal of Freedom.
De luchthaven wordt ontsloten door de U.S. Route 101, Interstate 880 en California State Route 87. 
In 2017 ontving de luchthaven 12.480.232 passagiers met 155.914 vliegbewegingen.